# Борап (Міннесота)
Борап (англ. Borup) — місто (англ. city) в США, в окрузі Норман штату Міннесота. Населення — 96 осіб (2020).

## Географія
Борап розташований за координатами 47°10′49″ пн. ш. 96°30′21″ зх. д. / 47.18028° пн. ш. 96.50583° зх. д. (47.180274, -96.505752).  За даними Бюро перепису населення США в 2010 році місто мало площу 0,65 км², уся площа — суходіл.

## Демографія
Згідно з переписом 2010 року, у місті мешкало 110 осіб у 37 домогосподарствах у складі 27 родин. Густота населення становила 170 осіб/км².  Було 51 помешкання (79/км²).
Расовий склад населення:
| - 97,3 % — білих - 1,8 % — корінних американців |

До двох чи більше рас належало 0,9 %. Частка іспаномовних становила 5,5 % від усіх жителів.
За віковим діапазоном населення розподілялося таким чином: 37,3 % — особи молодші 18 років, 50,0 % — особи у віці 18—64 років, 12,7 % — особи у віці 65 років та старші. Медіана віку мешканця становила 28,8 року. На 100 осіб жіночої статі у місті припадало 111,5 чоловіків;  на 100 жінок у віці від 18 років та старших — 91,7 чоловіків також старших 18 років.
Середній дохід на одне домашнє господарство  становив 56 085 доларів США (медіана — 59 688), а середній дохід на одну сім'ю — 64 757 доларів (медіана — 65 417). За межею бідності перебувало 15,7 % осіб, у тому числі 100,0 % дітей у віці до 18 років та 6,3 % осіб у віці 65 років та старших.
Цивільне працевлаштоване населення становило 53 особи. Основні галузі зайнятості: сільське господарство, лісництво, риболовля — 35,8 %, освіта, охорона здоров'я та соціальна допомога — 18,9 %, мистецтво, розваги та відпочинок — 13,2 %, будівництво — 9,4 %.